# 데메트리오스 페트로코키노스
데메트리오스 페트로코키노스(그리스어: Δημήτριος Πετροκόκκινος, 1878 ~ ?)는 그리스의 테니스 선수이다. 그는 아테네에서 열린 1896년 하계 올림픽에 참가했다.
페트로코키노스는 단식 경기 1라운드에서 팀 동료인 에반겔로스 랄리스에게 패했다. 이로 인해 출전한 13명의 선수 중 공동 8위를 기록했다.
복식 경기에서는 1라운드에서 랄리스와 다시 만났다. 이번에는 페트로코키노스와 복식 파트너인 이집트의 디오니시오스 카스다글리스와 짝을 맞춰서 랄리스와 그의 파트너인 콘스탄티노스 파스파티스를 이겼다. 페트로코키노스와 카스다글리스는 호주의 에드윈 플랙과 영국의 조지 S. 로버트슨을 만났으며 또 이겨서 결승에 진출했다. 이번에는 결승전에서 아일랜드인인 존 피우스 볼랜드와 독일의 프리드리히 트라운을 만나서 졌으며 2위를 했다.